# Aconitum bracteolatum
Aconitum bracteolatum là một loài thực vật có hoa trong họ Mao lương. Loài này được Lauener mô tả khoa học đầu tiên năm 1963.